# Jordan Spence (Fußballspieler)
Jordan James Spence (* 24. Mai 1990 in London) ist ein ehemaliger englischer Fußballspieler.

## Karriere

### Verein
Spence wechselte 2004 in die Jugendabteilung von West Ham United. Im April 2006 unterschrieb er einen Vertrag für die zweite Mannschaft und debütierte noch im selben Monat für die West Ham United Reserves. Im November 2008 wurde er an den drittklassigen Verein Leyton Orient ausgeliehen. Dort debütierte er am 29. November 2008 im FA Cup. Dies war zunächst sein einziges Spiel für Leyton Orient, da er Anfang Januar 2009 zu West Ham United zurückkehrte. Man einigte sich aber auf eine Verlängerung der Leihe bis zum Saisonende. Am 24. Januar 2009 spielte Spence erstmals in der Football League One.

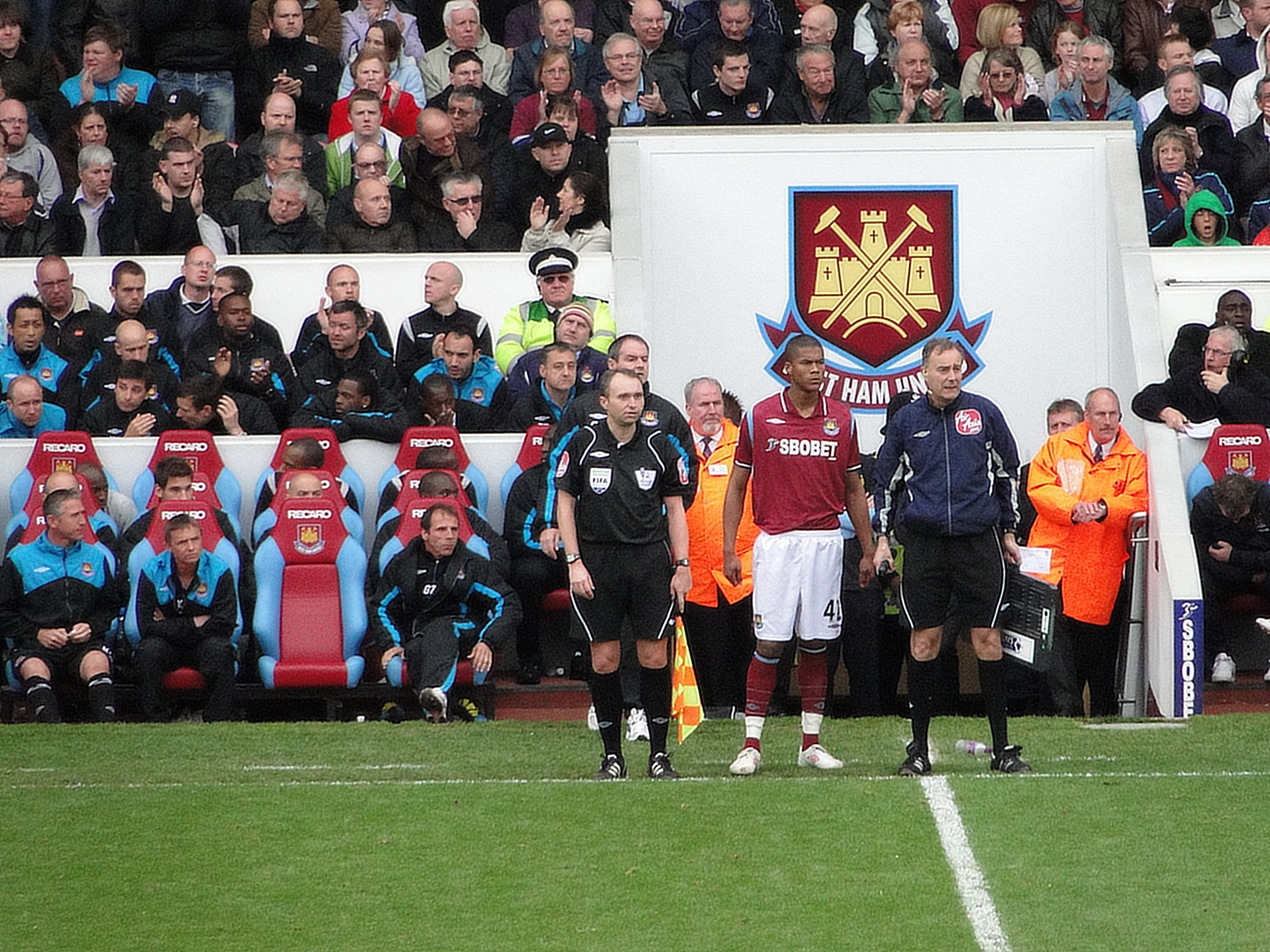
Spence bei seinem Debüt in der Premier League

Im August 2009 wurde er für ein weiteres halbes Jahr an den Zweitliga-Aufsteiger Scunthorpe United verliehen und kehrte schließlich im Januar 2010 zu West Ham United zurück.
Dort wurde er zum Kapitän der zweiten Mannschaft ernannt. Am 9. Mai 2010 debütierte Spence beim 1:1 gegen Manchester City am letzten Spieltag der Saison 2009/10 in der Premier League, als er für Alessandro Diamanti eingewechselt wurde.
Anfang März 2011 wurde Spence für zunächst einen Monat an den Zweitligisten Bristol City ausgeliehen, am 5. März spielte er gegen Coventry City erstmals für die Robins. Kurz vor Ende der Leihe wurde diese bis zum Ende der Saison 2010/11 verlängert. Bereits am 4. Mai 2011 beorderte West Ham-Trainer Avram Grant Spence, der in Bristol schnell eine wichtige Stütze des Teams geworden war, jedoch zurück nach London, um im Abstiegskampf auszuhelfen. Am 15. Mai 2011 lief Spence im Spiel gegen Wigan Athletic erstmals von Beginn an für West Ham auf, doch die 2:3-Niederlage besiegelte den Abstieg aus der Premier League. Am letzten Spieltag der Saison kam er schließlich zu seinem dritten und vorerst letzten Erstliga-Auftritt für West Ham. Zur Saison 2011/12 wurde er für ein Jahr erneut an Bristol City verliehen. West Ham besaß jedoch eine Option, ihn bei Bedarf bereits in der Winterpause zurückzuholen, welche allerdings nicht gezogen wurde. Zur Saison 2012/13 kehrte er zurück in den Kader von West Ham, absolvierte in der Spielzeit jedoch nur vier Ligaspiele und einen Einsatz im FA Cup. Im Sommer 2013 wurde er für einen Monat an Sheffield Wednesday verliehen und kehrte, nach vier Einsätzen als rechter Verteidiger ohne Sieg, am 1. Oktober 2013 zu West Ham zurück.
Nur rund drei Wochen später wurde Spence erneut verliehen. Dieses Mal ging es zu den Milton Keynes Dons in die drittklassige Football League One. Dort debütierte er am 26. Oktober 2013. Beim 3:1-Erfolg über Colchester United am 26. November 2013 erzielte Spence seinen ersten Treffer im Profibereich. Im Januar 2014 kehrte er nach zehn Ligaspielen und zwei Pokal-Einsätzen kurzzeitig zurück zu West Ham, verlängerte dann Ende Januar aber die Leihe bei den Dons bis zum Ende der Saison 2013/14.
2020 gab er sein Karriereende bekannt.

### Nationalmannschaft
Spence spielte in verschiedenen Juniorennationalmannschaften Englands. Er war Kapitän der U-16, U-17 und der U-18. 2005 gewann er mit der U-16 den Victory Shield. Als Kapitän führte er die U-17-Nationalmannschaft zur U-17-Weltmeisterschaft 2007 in Südkorea. Im Gruppenspiel gegen Brasilien am 24. August 2007 traf er in der Nachspielzeit zum 2:1-Sieg und sicherte damit den Engländern den Einzug in die KO-Runde und den ersten Sieg Englands über Brasilien in einem FIFA-Turnier. Das U-18-Team blieb in der Saison 2007/08 unter dem Kapitän Spence ungeschlagen.
Am 14. Oktober 2007 debütierte er gegen Rumänien im U-19-Team. Er nahm an der U-19-Europameisterschaft 2009 in der Ukraine teil, bei dem er mit seiner Mannschaft erst im Finale am Gastgeber scheiterte.
Am 28. März 2011 wurde er im Spiel gegen Island erstmals in der englischen U-21-Nationalmannschaft eingesetzt.

## Privates
Nach drei Jahren Liaison heiratete Spence im Juni 2014 die Schauspielerin Naomi Scott.